# Harambee ONGD
Harambee ONGD es una Organización no gubernamental de desarrollo en España, formada por voluntarios que trabajan, para facilitar el futuro de los africanos, especialmente de la mujer, promoviendo el desarrollo en el ámbito de la educación, la salud materno-infantil y la seguridad alimentaria, y difundiendo los valores y cualidades de la cultura africana. Harambee es una palabra suajili que significa “todos juntos”.

## Historia
Harambee como proyecto internacional, de solidaridad se inició en 2002 con motivo de la canonización de san Josemaría Escrivá para promover el desarrollo de África subsahariana con el apoyo a proyectos educativos, de promoción de la mujer, o de salud materno-infantil y difundir en el resto del mundo una mirada positiva sobre los africanos para hacer realidad el sueño de cooperación, igualdad y respeto que necesita el continente. Desde su fundación ha realizado más de cien proyectos en veintidós países de África subsahariana: Angola, Benín, Botswana, Burkina Faso, Burundi, Camerún, Costa de Marfil,Etiopía, Guinea Bisáu, Kenia, Nigeria, Madagascar, Mozambique, República Democrática del Congo, Ruanda, Santo Tomé y Príncipe, Sierra Leona, Sudán, Sudáfrica,Tanzania, Togo y Uganda.
Harambee ONGD se inició en España en 2004. El 16 de octubre de 2007 fue inscrita en el grupo 1 del Registro Nacional de Asociaciones del Ministerio del interior, con el nª 589567. El 8 de mayo de 2008 fue inscrita como ONGD en la AECID y El 15 de octubre de 2010 fue declarada de Utilidad Pública.
Está presente en todo el territorio español a través de diversas Delegaciones formadas por unos setecientos voluntarios, que realizan actividades de sensibilización, comunicación y fundraising, con el fin de dar a conocer a la población española  la realidad de los países de África subsahariana. Y apoyar y financiar proyectos promovidos y ejecutados por los propios sudafricanos en cada uno de sus países.
Desde 2010 Harambee entrega cada año el Premio a la Promoción e Igualdad de la Mujer Africana a una persona o institución que realiza una labor extraordinaria en el empoderamiento de las mujeres más vulnerables de África subsahariana.

## Premios Harambee

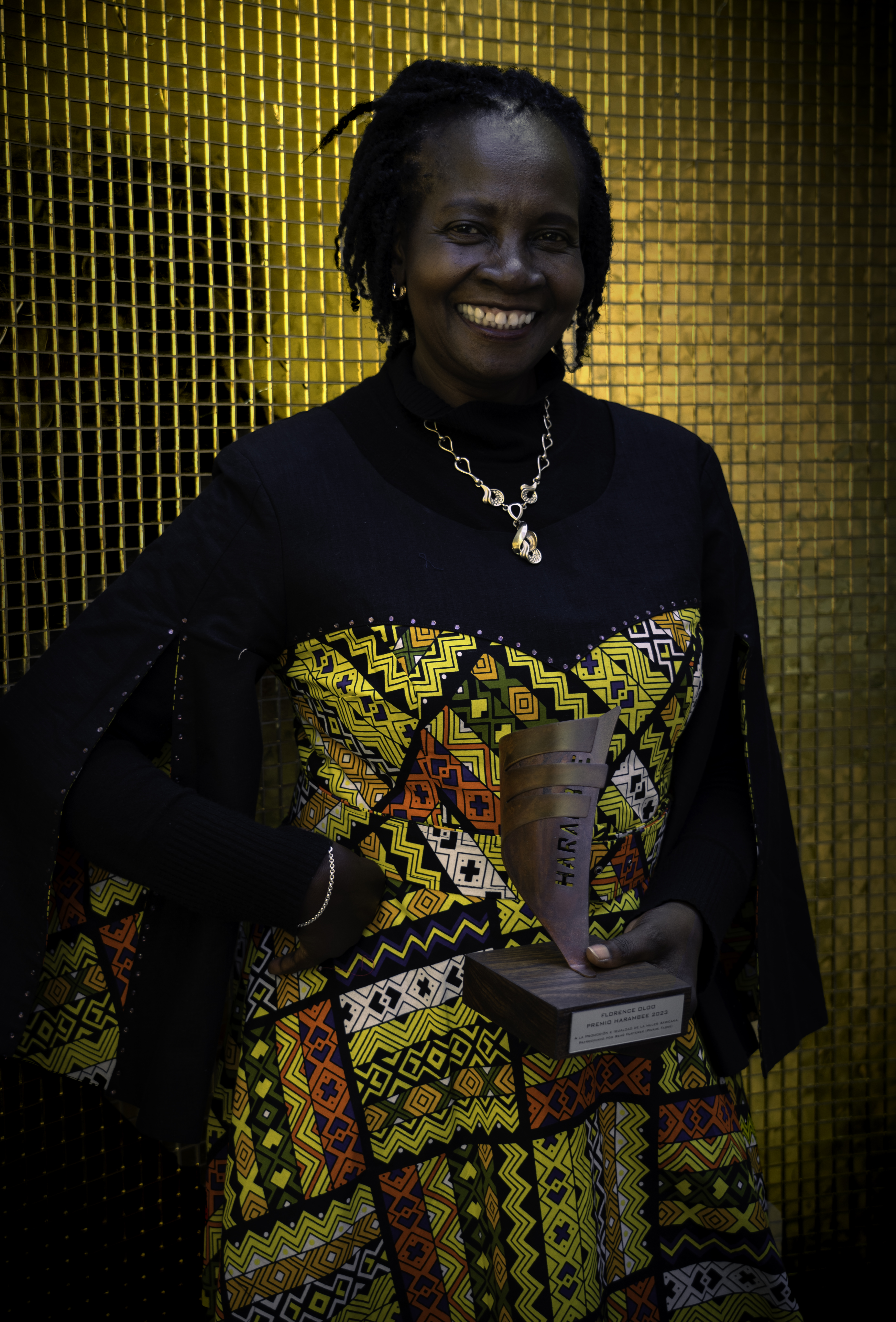
Premio Harambee a la Promoción e Igualdad de la Mujer Africana 2023. Florence Oloo

2010  Frankie Gikandi (Kenia). Activista de los derechos de las recolectoras de té del monte Kenia.
2011  Christiane Kadjo (Costa de Marfil) Presidenta de la ONG Education et Développement.
2012  Ezinne Ukagwu (Nigeria) Directora del Centro Rural Iroto.
2013  Celine Tendobi (Congo) Ginecóloga Oncóloga de Hospital Monkole.
2014  Eliane Ekrá, coordinadora nacional de lucha contra el ébola.
2015  Vanessa Koutouan (Costa de Marfil) directora del Centro Rural Ilombá.
2016  Esther Tallah (Camerún) coordinadora nacional de lucha contra la malaria.
2017  Antoinette Kankindi (Kenia) Creadora del proyecto African Women Leadeship.
2018  Ebele Okoye (Nigeria) Creadora del proyecto AMAD de Desarrollo de Liderazgo.
2019  Ozo Ibeziaco (Sudáfrica) Directora de un área sanitaria de Johannesburgo, creadora del proyecto Art of Living en el township Alexandra.
2020  Irene Kyamummi (Uganda) Creadora del proyecto CHEP (Children Health Programme) en Kampala.
2021  Duni Sawadogo (Costa de Marfil) Catedrática de Hematología de la Universidad de Abiyán.
2022  Franca Ovadje Kano (Nigeria) Presidenta de Danne Institute for Research. Creadora del proyecto Techpower.
2023  Florende Oloo (Kenia). Catedrática de Química de la Universidad Politécnica de Nairobi. Presidenta del Comité Ético para la investigación.
2024  Susan Kinyua  (Kenia). Economista keniana.

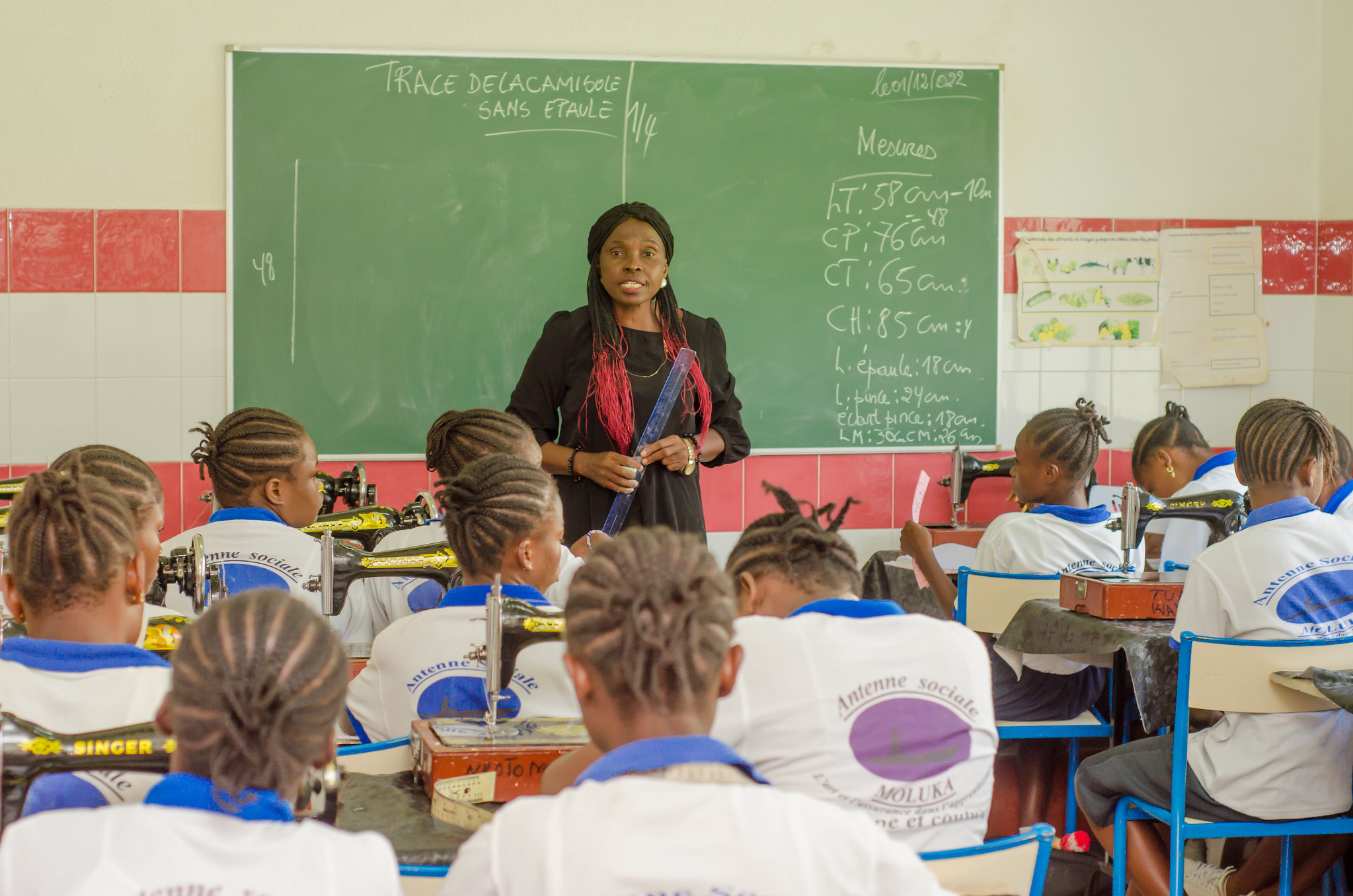
Proyecto de Formación Profesional Adefor. En el Congo.

## Financiación
Harambee basa su estrategia en la obtención de fondos que aporten estabilidad, que procedan de fuentes diversas, que estén comprometidas con los principios humanitarios. Esto se refleja en una estructura de fondos en la que predominan los de origen privado frente a los públicos, y cuyo máximo exponente son las aportaciones directas de amigos y colaboradores.
Hasta 2019 los fondos provenían en el 100% de fondos privados. En 2022, el 90% de los fondos provenían de fondos privados y el 10% de fondos públicos que financian proyectos concretos. Cada año Harambee apoya entre diez y doce proyectos en diferentes países de África subsahariana. Las cincuenta actividades de sensibilización que se realizan cada año en España corren a cargo de los voluntarios y amigos.
Gracias a la colaboración de entidades públicas y privadas (entidades y donantes particulares) se logran financiar los proyectos de promoción de la mujer, educación, salud materno-infantil y seguridad alimentaria. 

## Sectores de actuación

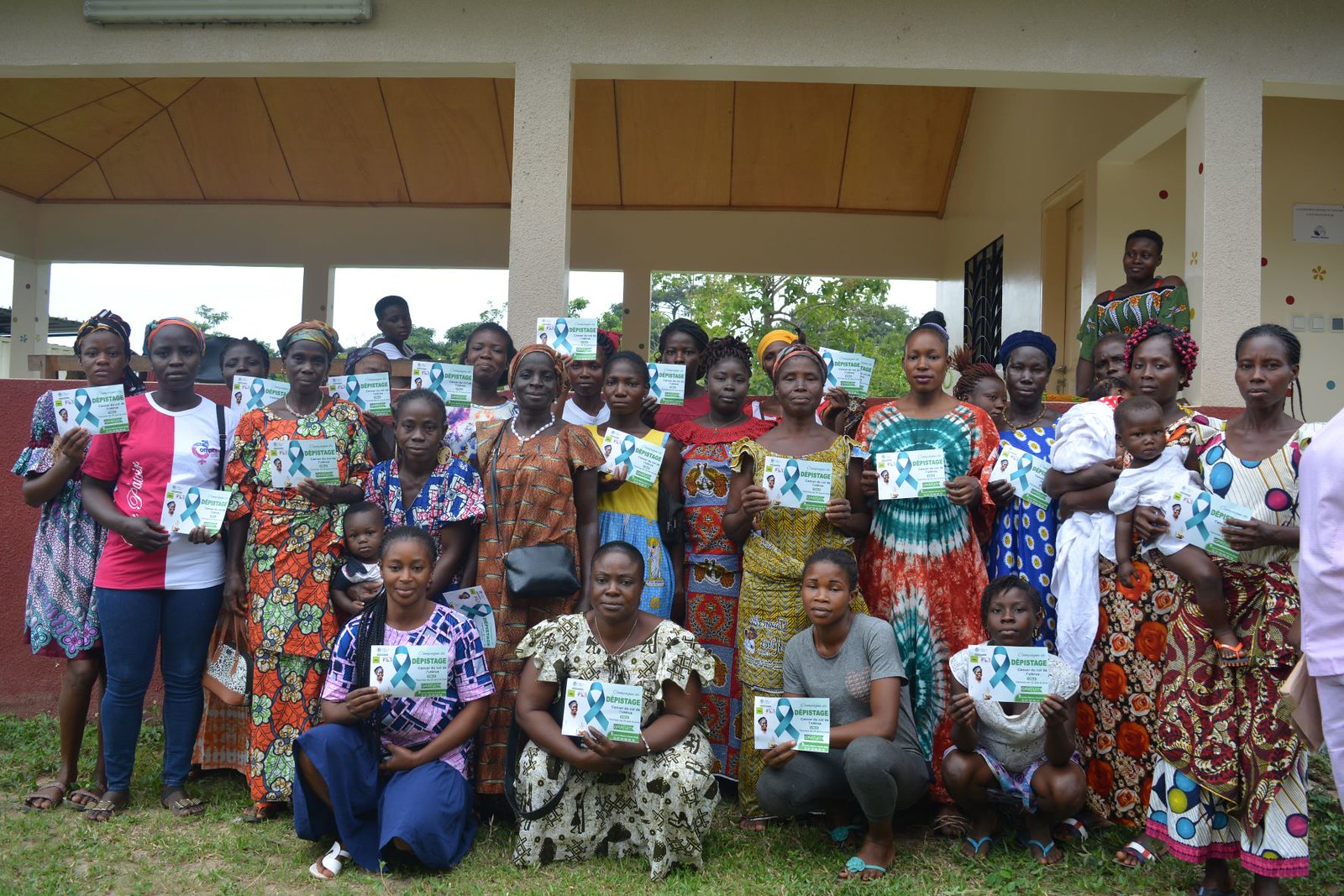
Proyecto en Walé (Costa de Marfil) de prevención y diagnóstico del cáncer de cuello de útero y de mama

Los sectores donde trabaja Harambee son los siguientes:
- Educación.
- Salud
- Seguridad Alimentaria
- Derechos de las mujeres e igualdad
- Medio ambiente y cambio climático
- Organización no gubernamental

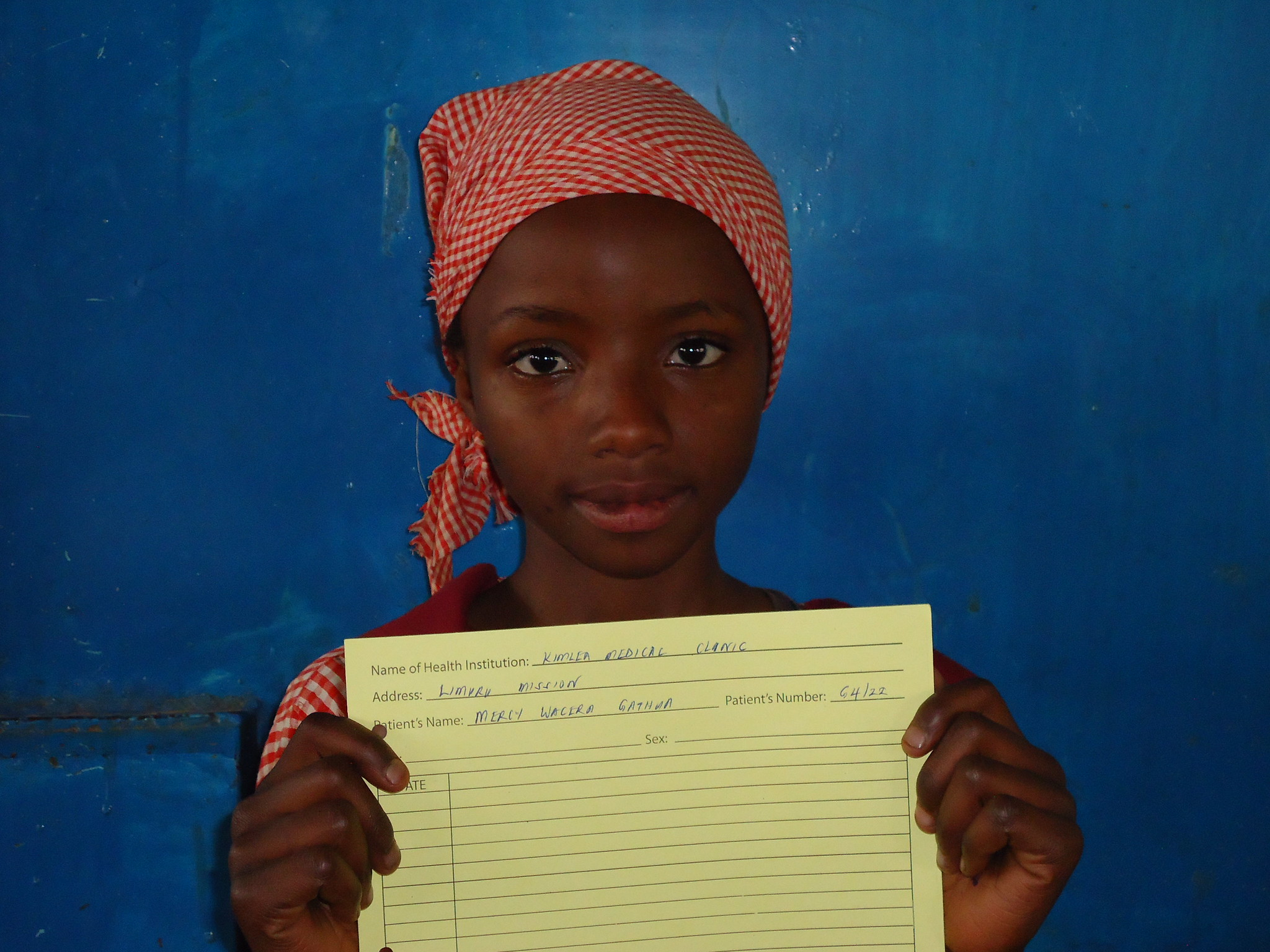
Proyecto CHEP. Children´s Health Programme. Becas Sanitarias. Meroy Wacera tiene una beca sanitaria de Harambee

- Organización no gubernamental para el desarrollo
- Organización sin ánimo de lucro.

## Becas
Harambee ONGD presta una atención prioritaria a la educación de las mujeres más vulnerables de África subsahariana proporcionando becas de estudio en todas las etapas educativas:
- Becas de escolarización de niñas de primaria y secundaria con el Proyecto Scholarship.[30]
- Becas de formación profesional con los proyectos Chep to Chep, Elkarrekin Baiy Diseños que cambian vidas.[31][32]
- Becas de Universidad con el Proyecto Macheo.[33]
- Becas de alfabetización de mujeres adultas con el proyecto Dale un Futuro.[34]
- Becas de investigación científica para postgraduadas con el proyecto Becas Guadalupe.[35]